# Visa
Visa és una marca de targeta de crèdit i dèbit que funciona mundialment. És operada per Visa International Service Association, amb seu a San Francisco, Califòrnia (Estats Units). És una aliança d'empreses de 21.000 institucions financeres que ofereixen productes Visa.
Visa és una de les marques de pagament líders del món. Les 3.700 milions de targetes de crèdit, dèbit i d'empreses en 2021 es van utilitzar per realitzar compres i retirades d'efectiu per un volum total de 13 bilions de dòlars. Posseeix un nivell d'acceptació inigualable que abasta comerços en més de 150 països. És una associació que té un paper primordial en la indústria mundial dels mitjans de pagament, desenvolupant productes i tecnologies innovadores que beneficien tant als seus 21.000 entitats financeres membre, com als titulars de targetes de crèdit.

## Història
La història de les targetes bancàries data de l'any 1914. Va ser llavors quan la Western Union va emetre la primera targeta de crèdit al consumidor. Aquestes primeres targetes s'atorgaven als clients preferits de la companyia i els oferien a aquests una varietat de serveis especials, entre ells el pagament diferit lliure de càrrec.
Durant les primeres dècades del segle, un gran nombre d'altres empreses, com hotels, botigues per departaments i companyies de gasolina van emetre targetes de crèdit als seus clients. Però no va ser fins a 1950, quan es va introduir al mercat la targeta Diners Club, que una mateixa targeta de crèdit va ser acceptada per una varietat de comerços.
El 1951, el Franklin National Bank de Long Island, Nova York, va emetre una targeta que va ser acceptada pels comerços locals i molt aviat, al voltant de 100 bancs més van començar a emetre targetes. No cobraven quotes o interessos als posseïdors de targetes - qui pagaven el total del compte al seu rebut -però sí que els cobraven una quota als comerços sobre les transaccions efectuades amb la targeta.
El Bank of America, però, tenia la totalitat de l'estat de Califòrnia com a mercat potencial, de manera que en emetre la targeta BankAmericard el 1958, va obtenir un èxit immediat. Per 1965, el Bank of America havia realitzat acords de llicència amb un grup de bancs fora de Califòrnia, permetent emetre BankAmericard. Alhora, un altre grup de bancs a Illinois, la costa est dels Estats Units i Califòrnia, es van unir per formar Master Charge.

Logotip de Visa entre 1970 i 2006.

El 1970, el Bank of America va renunciar al control del programa BankAmericard. Els bancs que emetien BankAmericard van prendre el control del programa, formant la National BankAmericard Inc (NBI), una corporació independent, sense accions, que administraria, promouria i desenvoluparia el sistema BankAmericard dins dels Estats Units.
Fora dels Estats Units, el Bank of America va continuar atorgant llicències als bancs per emetre BankAmericard, i per 1972 existien llicències en 15 països. El 1974, es va fundar IBANCO, una corporació multinacional de membres, sense accions, que administraria el programa internacional de BankAmericard.
En molts països hi havia resistència a emetre una targeta associada amb el Bank of America, encara que es tractés d'una associació solament nominal. Per això, el 1977 BankAmericard es va convertir en la targeta Visa, retenint les seves bandes blava, blanca i daurada. NBI, per la seva part, va canviar el seu nom a Visa USA i IBANCO es va convertir en Visa International.
A Espanya, el banquer Carlos Donis de León va ser la persona encarregada de portar i vendre la targeta de crèdit. Després de la negativa del Banc Santander d'obtenir la primícia. Es va vendre a Banesto, en aquells dies, el major banc espanyol. Poc després tots els bancs acceptarien aquest sistema de pagament. La primera targeta Visa va ser emesa el 1978 pel Banc Bilbao, atorgant-li el número 0001 a Carlos Donis de León. Des de llavors el seu nombre ha crescut fins a sobrepassar en l'actualitat els 40 milions (a desembre de 2005). Amb aquesta xifra, Espanya se situa com el segon país amb major nombre de targetes Visa de tot el continent europeu després del Regne Unit (90 milions) i per davant de Turquia i França (35 i 28 milions respectivament).
A Llatinoamèrica el país amb major quantitat de targetes emeses és Brasil, amb gairebé 35 milions. En aquest país està present des de 1971 operant inicialment amb Banc Bradesco.

## Situació de l'empresa en diversos països
A Espanya hi ha 37,9 milions de targetes Visa emeses, que van generar el 2004 un volum de vendes de més de 101.390 milions d'euros, dels quals el 48,6% es va realitzar en compres en comerços. Les entitats financeres espanyoles es troben representades a Espanya a través de tres Grups Membres de Visa: Servired, Euro 6000 i Sistema 4B.
Visa ha conreat una gran tradició per tot el món. L'any 2000, més 1.800.000.000.000 US $ en productes i serveis van ser comprats usant la targeta Visa, i la quota de mercat mundial de Visa, de 60 per cent. Avui hi ha més de 1.000 milions de targetes Visa, Visa Electron, Interlink, PLUS, i Visa Cash al mercat. Les targetes amb la marca Visa són acceptades en més de 20 milions de llocs, en més de 150 països, la qual cosa fa de Visa el més proper que existeix a una moneda universal.

## Pressions dels Estats Units a Rússia en suport de Visa i Mastercard, 01 de febrer 2010
- Cable sobre les pressions dels Estats Units a Rússia 2010.02.01], a El País

El contingut del cable d'1 de febrer de 2010, número 246424 filtrat per Wikileaks a la Filtració de documents diplomàtics dels Estats Units recull pressions dels Estats Units a Rússia en benefici de Visa i EUA va pressionar a Rússia en benefici de Visa i MasterCard,

## Bloqueig de pagaments a Wikileaks per Visa, 1 de desembre 2010
Arran de la Filtració de documents diplomàtics dels Estats Units el sistema de donacions habitual al portal Wikileaks va ser bloquejat, tant per Amazon, MasterCard, PayPal (propietat de ebay) i Visa.
El dia 4 de desembre de 2010 PayPal (Ebay) cancel·la el compte que tenia amb WikiLeaks, a través de la qual l'organització obtenia finançament en forma de donacions, adduint una suposada violació de les polítiques d'ús en referència al fet que no estan permeses "activitats que defensin, promoguin, facilitin o indueixin a altres a participar en activitats El portal Geek alt1040, entre d'altres, han convocat un boicot d'Amazon i PayPal per negar el servei a Wikileaks
El 6 de desembre en defensa de Wikileaks es llança una Operation Payback (ciberatacs per venjança), contra PostFinance i PayPal pel bloqueig dels comptes de WikiLeaks. ha un video a YouTube dirigit al govern dels Estats Units explicant que la Operation Payback és contra les lleis de l'ACTA, la censura a internet i el Copyright.
El 6 de desembre MasterCard i PostFinance-Swiss Postal bloquejaren la possibilitat de donacions o pagaments a Wikileaks. El 7 de desembre de 2010 la targeta de crèdit Visa retira la capacitat de fer donacions o pagaments a Wikileaks Mastercard, PostFinance.ch i Visa reben atacs dins de la Operation Payback.
El Tribunal de Districte de Reykjavík dictaminar que Valitor, que gestiona els pagaments de Visa i MasterCard a Islàndia, tenia raó quan li va impedir titulars de la targeta de donació de fons per al lloc. El tribunal va dictaminar que el bloc ha de ser retirat dins dels 14 dies o Valitor serà multat amb l'equivalent a uns 6.000 dòlars al dia.